# Gouvernement Paasio I
République de Finlande
Virolainen Koivisto I
Le gouvernement Paasio I est le 50ème gouvernement de la République de Finlande, qui a siégé du 27 mai 1966 au 22 mars 1968.

## Composition
| Portefeuille                                        | Ministre            | Période   | Période    | Parti | Parti |
| --------------------------------------------------- | ------------------- | --------- | ---------- | ----- | ----- |
| Premier ministre                                    | Rafael Paasio       | 27.5.1966 | 22.3.1968  |       | SDP   |
| Vice-Premier ministre Ministre de l'Éducation       | Reino Oittinen      | 27.5.1966 | 22.3.1968  |       | SDP   |
| Ministre des Affaires étrangères                    | Ahti Karjalainen    | 27.5.1966 | 22.3.1968  |       | Kesk  |
| Ministre de la Justice                              | Aarre Simonen       | 27.5.1966 | 22.3.1968  |       | TPSL  |
| Ministre de l'Intérieur                             | Martti Viitanen     | 27.5.1966 | 30.11.1967 |       | SDP   |
| Ministre de l'Intérieur                             | Antero Väyrynen     | 1.12.1967 | 22.3.1968  |       | SDP   |
| Ministre de la Défense                              | Sulo Suorttanen     | 27.5.1966 | 22.3.1968  |       | Kesk  |
| Ministre des Finances                               | Mauno Koivisto      | 27.5.1966 | 31.12.1967 |       | SDP   |
| Ministre des Finances                               | Eino Raunio         | 1.1.1968  | 22.3.1968  |       | SDP   |
| Vice-Ministre des Finances                          | Ele Alenius         | 1.12.1967 | 22.3.1968  |       | SKDL  |
| Ministre de l'agriculture                           | Nestori Kaasalainen | 27.5.1966 | 22.3.1968  |       | Kesk  |
| Vice-Ministre de l'agriculture                      | Lars Lindeman       | 27.5.1966 | 22.3.1968  |       | SDP   |
| Ministre des Transports et des Travaux publics      | Leo Suonpää         | 27.5.1966 | 22.3.1968  |       | SKDL  |
| Vice-Ministre des Transports et des Travaux publics | Niilo Ryhtä         | 27.5.1966 | 31.8.1967  |       | Kesk  |
| Vice-Ministre des Transports et des Travaux publics | Matti Kekkonen      | 8.9.1967  | 22.3.1968  |       | Kesk  |
| Ministre du Commerce et de l'Industrie              | Olavi Salonen (fi)  | 27.5.1966 | 22.3.1968  |       | SDP   |
| Ministre des Affaires sociales                      | Matti Koivunen      | 27.5.1966 | 22.3.1968  |       | SKDL  |
| Vice-Ministre des Affaires sociales                 | Esa Timonen         | 27.5.1966 | 31.8.1967  |       | Kesk  |
| Vice-Ministre des Affaires sociales                 | Toivo Saloranta     | 8.9.1967  | 22.3.1968  |       | Kesk  |